# Polsko-mongolskie wyprawy paleontologiczne
Polsko-mongolskie wyprawy paleontologiczne – seria ośmiu wypraw naukowych na pustynię Gobi, zorganizowanych przez Instytut Paleozoologii Polskiej Akademii Nauk i Instytut Geologii Mongolskiej Akademii Nauk. Ekspedycje odbyły się w latach 1963, 1964, 1965, 1967, 1968, 1969, 1970 i 1971. Kierownikami naukowymi wypraw byli Julian Kulczycki (1963), Kazimierz Kowalski (1964) i Zofia Kielan-Jaworowska (pozostałe wyprawy). Za techniczną organizację ekspedycji odpowiadał Maciej Kuczyński. Główne rezultaty badań opublikowano w latach 1969–1984 na łamach czasopisma Palaeontologia Polonica (Results of the Polish-Mongolian Palaeontological Expeditions). Plon wypraw stanowiły skamieniałości szkieletów i jaj kredowych dinozaurów, kredowych i trzeciorzędowych ssaków, oraz wielu innych zwierząt (jaszczurek, żółwi, ptaków i bezkręgowców), w tym wielu nowych dla nauki. Opracowanie zebranego wówczas materiału trwa do dziś. 
Niektóre skamieniałości zebrane podczas wypraw mongolskich są wystawione na widok publiczny w warszawskim Muzeum Ewolucji.
Opis wypraw znajduje się w popularnonaukowych książkach  Zofii Kielan-Jaworowskiej, Macieja Kuczyńskiego, Gwidona Jakubowskiego.